# العلاقات الأوزبكستانية الفلسطينية
العلاقات الأوزبكستانية الفلسطينية هي العلاقات الدولية بين أوزبكستان ودولة فلسطين. تمتلك دولة فلسطين سفارة لها في طشقند. لكنه لا يوجد لأوزبكستان تمثيل دبلوماسي لدى دولة فلسطين. الدولتان عضوتان في منظمة التعاون الإسلامي.
تدعم أوزباكستان القضية الفلسطينية في المحافل الدولية كافة، حيث تؤيد حق الشعب الفلسطيني في حصوله على الاستقلال وتقرير مصيره وفق قرار 242.

## التاريخ
بدأت العلاقات بين البلدين عام 1990 بعدما افتتح مدير مكتب منظمة التحرير الفلسطينية لدى الاتحاد السوفييتي نبيل عمرو مركزًا ثقافيًا فلسطينيًا في مدينة طشقند.
اعترفت منظمة التحرير الفلسطينية باستقلال أوزبكستان في 30 ديسمبر 1991.
في 14 سبتمبر 1994، زار افتتح الرئيس الفلسطيني ياسر عرفات أوزبكستان والتقى بالرئيس إسلام كريموف، وفي 22 ديسمبر 1994، اُفتتح مقر السفارة الفلسطينية في طشقند. قام نبيل اللحام بتقدم أوراق اعتماده سفيرًا مفوضًا مقيمًا لدولة فلسطين لدى أوزبكستان.
في أكتوبر 2009، افتتح وزير الخارجية الفلسطيني رياض المالكي مقر السفارة الجديد في طشقند.
في أبريل 1997 زار وزير الخارجية الأوزبكستاني عبد العزيز كاملوف دولة فلسطين، ولاحقًا في 16 سبتمبر 1998 زارها الرئيس الأوزبكستاني إسلام كريموف.
في عام 2014، مُنحت السفارة الفلسطينية لدى أوزبكستان وسام الصداقة بعدما شاركت في المهرجان الثقافي الذي نظمه اتحاد جمعيات الصداقة الأوزبكية مع شعوب العالم.
في عام 2020، أعلنت أوزبكستان عن رفضها لصفقة القرن.
في 21 أغسطس 2023، وقع وزيرا خارجية البلدين أول اتفاقية تعاون تؤسس لمشاورات سياسية بين البلدين.
في 3 أبريل 2025، رحبت وزارة الخارجية والمغتربين الفلسطينية بإعلان خوجند للصداقة بين أوزباكستان، قرغيزستان وطاجيسكتان.